# Familienbegegnung
Familienbegegnung (Originaltitel: Family) ist die zweite Folge der vierten Staffel der US-amerikanischen Science-Fiction-Fernsehserie Raumschiff Enterprise – Das nächste Jahrhundert. Sie wurde in den Vereinigten Staaten über Syndication vermarktet und erstmals am 1. Oktober 1990 auf verschiedenen Fernsehsendern ausgestrahlt. In Deutschland war sie zum ersten Mal am 16. August 1993 in einer synchronisierten Fassung im ZDF zu sehen.

## Handlung
Im Jahr 2367 bei Sternzeit 44012.3 befindet sich die Enterprise angedockt an die McKinley-Raumstation im Erdorbit, wo die Schäden repariert werden sollen, die das Schiff im Kampf gegen die Borg erlitten hat. Der Besatzung bleibt währenddessen Zeit zur Erholung. Insbesondere Captain Picard hat diese nach seiner Entführung und Assimilierung durch die Borg bitter nötig. Er beschließt, seinem Heimatort La Barre in Frankreich einen Besuch abzustatten, wo er seit rund 20 Jahren nicht mehr war. Der klingonische Sicherheitschef Worf erwartet indes einen Besuch seiner menschlichen Zieheltern Helena und Sergey Rozhenko und ist sehr besorgt, dass die beiden ihn vor der Mannschaft in Verlegenheit bringen könnten. Als sie an Bord kommen, ist Sergey Rozhenko, ein Sternenflotten-Ingenieur im Ruhestand, ganz versessen darauf, die Enterprise zu besichtigen. Seine Frau muss seine Begeisterung zügeln und ihn daran erinnern, dass sie eigentlich wegen Worf gekommen sind.
Als Picard das Wohnhaus seiner Kindheit, das Château Picard, schließlich erreicht, wird er dort von seinem jungen Neffen René und seiner Schwägerin Marie freudig begrüßt. Sein Bruder Robert, zu dem Picard ein eher distanziertes Verhältnis hat, zieht es hingegen vor, sich um seine Weinstöcke zu kümmern. Picard bietet daher an, sich im Dorf einzuquartieren, doch Marie besteht darauf, dass er bei seiner Familie wohnt. Picard begibt sich zu seinem Bruder, der ihn schließlich recht unterkühlt willkommen heißt. Auch beim gemeinsamen Abendessen bessert sich die Stimmung nicht, denn der äußerst konservativ eingestellte Robert lässt keine Gelegenheit aus, um sein allgemeines Missfallen gegen jegliche moderne Technik und seine Missbilligung für die Entscheidung seines Bruders, zur Sternenflotte zu gehen und die Erde zu verlassen, zum Ausdruck zu bringen. Marie erzählt Picard, dass Louis, ein alter Freund von ihm, am „Atlantis-Projekt“ arbeitet, durch das mitten im Atlantik ein neuer Kontinent aus dem Meer emporsteigen soll. Picard ist davon sehr fasziniert. Als Louis am nächsten Tag zu Besuch kommt, erzählt er von den enormen technischen Herausforderungen, vor denen das Projekt steht. Da Picard ihm einige nützliche Tipps geben kann, versucht Louis sogleich, ihn als Projektleiter zu gewinnen. Picard erwischt sich selbst dabei, wie er ernsthaft darüber nachdenkt, das Angebot anzunehmen und die Enterprise zu verlassen.
Auf dem Schiff bekommen die Rozhenkos inzwischen die Gelegenheit zu einer ausführlichen Besichtigung, doch sie suchen auch vertrauliche Gespräche mit Worfs Freunden, denn sie machen sich Sorgen um ihn. Vor einigen Monaten wurde sein toter leiblicher Vater vom Hohen Rat der Klingonen zum Verräter erklärt und Worf daraufhin entehrt und von seinem Volk verstoßen. Zwar hat er seinen Eltern davon berichtet, aber auch klargestellt, dass er damit allein fertig werden muss. Die Rozhenkos offenbaren der Barkeeperin Guinan, dass es für sie als Menschen nicht einfach war, Worf großzuziehen, der sich seinen klingonischen Wurzeln immer sehr verbunden fühlte. Sie befürchten, dass er sich von ihnen entfremden könnte, doch Guinan versichert ihnen, dass sie als Eltern gute Arbeit geleistet hätten. Wenn Worf in die Sterne blickt und nach seiner Heimat sucht, dann blickt er nicht in Richtung der klingonischen Heimatwelt, sondern zur Erde. Schließlich kommt es in Worfs Quartier zu einer Aussprache zwischen ihm und seinen Eltern. Worf gesteht, dass er sich bezüglich ihres Besuchs zunächst sehr unsicher war, doch jetzt ist er froh, dass sie hier sind. Seine Eltern gestehen ihm, dass sie die Sache mit der Entehrung zwar nicht restlos verstehen, doch sie machen klar, dass er damit nicht alleine fertig werden muss, denn für ihre Liebe und ihren Stolz gegenüber ihrem Sohn spiele die Entehrung keinerlei Rolle.
Schiffsärztin Beverly Crusher lässt eine Kiste aufs Schiff bringen, die sie auf der Erde zurückgelassen hatte und in der sich unter anderem eine Botschaft ihres verstorbenen Mannes Jack an ihren gemeinsamen Sohn Wesley befindet. Er hatte sie kurz nach Wesleys Geburt aufgenommen und wollte, dass er sie mit 18 Jahren bekommt. Da dieser Zeitpunkt jetzt erreicht ist, übergibt Dr. Crusher die Botschaft an Wesley. Der lädt sie in ein Holodeck und sieht sich dort einem Abbild seines Vaters gegenüber. Dieser bedauert, dass er Wesley aufgrund seines Dienstes auf einem Raumschiff viel zu selten sieht, spekuliert aber zugleich, dass Wesley eines Tages selbst zur Sternenflotte gehen könnte oder vielleicht in die Fußstapfen seiner Mutter tritt und Arzt wird. Wesley ist tief ergriffen von dieser unerwarteten Begegnung mit seinem Vater, den er viel zu früh verloren hat.
Auf der Erde denkt Picard weiter über Louis’ Angebot nach, als Robert sich zu ihm gesellt und mit seinen Sticheleien fortfährt. Er fragt nach Picards Assimilation durch die Borg, doch, wie er zugibt, weniger aus Mitgefühl als aus Neugier. Picard will dem Thema ausweichen, doch Robert lässt nicht locker. Er spekuliert, ob die Borg ihn gedemütigt oder ihn Demut gelehrt hätten, beides würde ihm jedenfalls gut stehen. Picard will sich nicht weiter beleidigen lassen und verlässt das Haus, doch Robert folgt ihm. Zwischen den beiden entbrennt ein heftiger Streit. Picard wirft seinem Bruder vor, schon als Kind eifersüchtig auf ihn gewesen zu sein. Der streitet das gar nicht ab, denn Picard hatte sich stets über die Regeln ihres Vaters hinweggesetzt und er kam nicht nur damit davon, sondern erntete auch stets Bewunderung. Robert als älterem Bruder fiel hingegen immer die Aufgabe zu, sich um Picard zu kümmern. Diese „Fürsorge“ hatte Picard hingegen stets als Tyrannei empfunden. Robert gibt zu, dass er es manchmal sogar genossen hatte, seinen jüngeren Bruder zu quälen, und er spekuliert, dass Picard nur deshalb zurückgekehrt ist, damit sich Robert erneut um ihn kümmert. Picard verliert nun völlig die Fassung und in den Weinstöcken kommt es zwischen den beiden zu einer Prügelei. Schließlich bricht Picard weinend zusammen und gesteht Robert das wahre Ausmaß seiner Assimilation: Die Borg haben ihm seine Persönlichkeit genommen und ihn benutzt, um zu töten. Er wollte sich dagegen wehren, doch er war nicht stark genug, nicht gut genug. Robert schlägt einen etwas versöhnlicheren Ton an. Er stellt erleichtert fest, dass sein Bruder immer noch ein Mensch geblieben ist. Er meint, dass ihn dieses Trauma noch lange beschäftigen wird und er lernen muss, damit zu leben. Im Moment zählt nur die Frage, wo Picard das tun will: auf dem Grund des Ozeans oder auf der Enterprise? Beim Leeren von einer Flasche Wein versöhnen sich die beiden Brüder schließlich wieder.
Picard kommt zu der Entscheidung, Louis eine Absage zu erteilen und auf die Enterprise zurückzukehren. Roberts Verabschiedung fällt deutlich herzlicher aus als seine Begrüßung. Er umarmt seinen Bruder und schenkt ihm eine Flasche seines besten Weines, mit dem Rat, sie für eine besondere Gelegenheit aufzuheben und nicht alleine zu trinken. René äußert den Wunsch, seinem Onkel nachzueifern und ebenfalls zu den Sternen zu reisen. Nach der Verabschiedung sitzt René noch bis spät in die Nacht unter einem Baum, blickt in die Sterne und denkt an zukünftige Abenteuer. Marie will ihn schon ins Haus holen, doch Robert meint, sie solle ihn ruhig noch etwas träumen lassen.

## Verbindungen zu anderen Star-Trek-Produktionen
In Familienbegegnung wird auf einige frühere Star-Trek-Produktionen Bezug genommen:
- Die Folge baut unmittelbar auf den Ereignissen der vorangegangenen Doppelfolge 3.26/4.01 (In den Händen der Borg / Angriffsziel Erde) auf.
- In der Nebenhandlung um Worf wird dessen Entehrung in Folge 3.17 (Die Sünden des Vaters) thematisiert.
- Guinan erwähnt gegenüber Worfs Zieheltern seine Vorliebe für Pflaumensaft. Sie hatte ihn in Folge 3.15 (Die alte Enterprise) mit diesem Getränk bekannt gemacht.
- Picard erwähnt die Erfolge seiner Mannschaft bei der Stabilisierung der Geologie des Planeten Drema IV aus Folge 2.15 (Brieffreunde).

Einige Elemente aus dieser Folge wurden in späteren Star-Trek-Produktionen wieder aufgegriffen:
- Die Weinflasche, die Robert Picard seinem Bruder zum Abschied überreicht, ist später in mehreren Folgen von Raumschiff Enterprise – Das nächste Jahrhundert und im Spielfilm Star Trek: Nemesis von 2002 zu sehen.
- Picards Bruder Robert und sein Neffe René werden im Spielfilm Star Trek: Treffen der Generationen von 1994 noch einmal erwähnt. Hier erfährt Jean-Luc Picard von ihrem tragischen Tod bei einem Brand. Robert erscheint hier auch auf einem Foto, wurde hier aber von einem unbekannten Darsteller verkörpert. René erscheint sowohl auf einem Foto als auch als Trugbild und wird hier von Chris J. Miller gespielt.
- Das hier erstmals gezeigte Château Picard ist ein wichtiger Handlungsort in der zwischen 2020 und 2023 ausgestrahlten Serie Star Trek: Picard. Der inzwischen zum Admiral beförderte Jean-Luc Picard nutzt es hier als seinen Altersruhesitz. In Star Trek: Picard wurde für das Château allerdings ein anderer Drehort verwendet als in Familienbegegnung.
- In Folge 2.08 (Ich, Excretus) der animierten Serie Star Trek: Lower Decks von 2021 durchlebt Brad Boimler eine auf dem Holodeck simulierte Assimilation durch die Borg. Danach wiederholt er Picards Aussage aus Familienbegegnung, dass die Borg ihm alles genommen haben.

Transporterchief O’Brien erhält in dieser Folge seine beiden Vornamen Miles und Edward. Zudem wird sein Dienstgrad eindeutig definiert. Während er zuvor mehrfach als Lieutenant angeredet wurde und sowohl die Rangabzeichen eines Fähnrichs, eines Lieutenants oder gar kein Rangabzeichen trug, wird er von dieser Folge an zum Unteroffizier im Rang eines Chief Petty Officer. Er trägt aber weiterhin das Abzeichen eines Lieutenant, was erst in der 6. Staffel korrigiert wird.

## Produktion
Familienbegegnung wurde als vierte Folge der vierten Staffel produziert, aber bereits als zweite Folge ausgestrahlt.

### Drehbuch
Die Arbeitstitel dieser Folge lauteten „Road Not Taken“ und „Crossroads“.
Showrunner Michael Piller, der auch das Drehbuch für In den Händen der Borg / Angriffsziel Erde geschrieben hatte, hielt es für wichtig, nach diesem Zweiteiler nicht einfach mit dem nächsten Abenteuer weiterzumachen, sondern stattdessen eine ruhige Episode folgen zu lassen, in der Picard das psychische Trauma aufarbeitet, das er durch seine Assimilation erfahren hat und hierfür zu seinen Wurzeln zurückkehrt. Allerdings hatte die Serie bislang weitgehend in sich abgeschlossene Geschichten erzählt, die keine offenen Handlungsstränge aus einer vorherigen Folge fortsetzten. Piller musste seine Idee daher intensiv mit Gene Roddenberry und Rick Berman besprechen. Die beiden waren schließlich einverstanden, hier eine Ausnahme zu machen, und Piller beauftragte Ronald D. Moore mit der Erstellung eines Drehbuchs. Berman hatte ursprünglich die Bedingung gestellt, dass die Folge ein Science-Fiction-Element enthalten müsse. Einige Ideen wurden diskutiert und wieder verworfen, darunter die Geschichte um ein Kind, das als blinder Passagier auf der Enterprise entdeckt wird, oder eine Geschichte, in der Besatzungsmitglieder verschwinden (diese Idee wurde in Folge 4.06 Das Experiment wieder aufgegriffen). Da diese Ideen nicht funktionierten, gestattete Berman schließlich, dass Moore eine Geschichte ohne Science-Fiction-Elemente schreiben durfte. An ihre Stelle traten zwei Nebenhandlungen um Worf und Wesley Crusher, die ebenfalls einen Familienbezug haben.
Der Handlungsstrang um Wesley und die Botschaft seines Vaters geht auf einen unverlangt eingereichten Drehbuchentwurf von Susanne Lambdin und Bryan Stewart zurück, der eine ganze Folge umfassen sollte. Diese wurde mehrfach gekürzt und in der fertigen Folge wurde letztlich nur die Grundprämisse verwendet. Die beiden Autoren wurden in den Credits der Folge daher nicht als weitere Drehbuchautoren neben Moore genannt, sondern nur unter der recht ungewöhnlichen Formulierung „based in part on a premise by“ („zum Teil basierend auf einer Prämisse von“) aufgeführt.

### Schnitt
Obwohl aus der Vorlage für die Geschichte um Wesleys Vater ohnehin bereits sehr wenig verwendet worden war, wurde die gedrehte Holodeck-Szene für die endgültige Fassung noch einmal gekürzt. Den Schnitt zum Opfer fielen dabei einige Angaben Jack Crushers zu seiner Familiengeschichte und zu seinem Dienst auf der Stargazer sowie die Nennung von Wesleys zweitem Vornamen Robert. In der Familiengeschichte erwähnt er unter anderem einen Vorfahren, der ein Pferdedieb auf dem Planeten Nimbus III war (eine Anspielung auf den Spielfilm Star Trek V: Am Rande des Universums). Die vollständige Szene wurde 2013 als Bonusmaterial auf der BluRay-Box der 4. Staffel von Raumschiff Enterprise – Das nächste Jahrhundert veröffentlicht.

### Darsteller
Familienbegegnung ist die einzige Folge der Serie, in der die Hauptfigur Data (Brent Spiner) keinen Auftritt hat. Dafür wartet sie mit einer ganzen Reihe von Gaststars auf, die Familienrollen übernahmen:
Jeremy Kemp, Darsteller von Robert Picard, wurde im Original an einigen Stellen der Folge von Ian Abercrombie nachsynchronisiert.
David Tristan Birkin, Darsteller von René Picard, spielte in Folge 6.07 (Erwachsene Kinder) auch einen verjüngten Jean-Luc Picard.
Doug Wert spielte Jack Crusher noch in zwei weiteren Folgen der Serie.
Theodore Bikel und Georgia Brown spielten die Adoptiveltern von Worf. Brown spielte Helena Rozhenko noch einmal in Folge 5.10 (Die Soliton-Welle) von 1992.

### Kostüme
Jack Crusher trägt in seiner holografischen Aufnahme eine Sternenflottenuniform, die dem Stand des Jahres 2348 entspricht. Es handelt sich hierbei um eine überarbeitete Variante der Uniformen, die in den Star-Trek-Spielfilmen II–V (und später auch VI–VII) zu sehen waren, deren Handlung in den 2280er und 2290er Jahren angesiedelt ist. Eine recht ähnliche Variante war bereits in Folge 3.15 (Die alte Enterprise) zu sehen, die dem Stand des Jahres 2244 entsprach. Bei diesen moderneren Varianten fehlen der Gürtel und das Unterhemd mit Rollkragen, welche die Film-Uniformen noch aufwiesen. Jack Crushers Uniform weist gegenüber denjenigen aus Die alte Enterprise eine weitere Neuerung auf, indem der Kommunikator gegen ein neues Modell ausgetauscht wurde, der demjenigen aus der Seriengegenwart entspricht.

### Drehorte und Kulissen
Familienbegegnung ist die erste von nur vier Folgen der Serie, in der keine Szene auf der Brücke der Enterprise spielt.
Als Drehort für die Außenaufnahmen des Château Picard diente das Haus 4825 Louise Ave in Encino, einem Stadtteil von Los Angeles. Für die Innenaufnahmen wurde eine Bühnenkulisse verwendet. Der Drehort für die Weinfelder des Châteaus liegt in Lancaster (Kalifornien).
Das Dorf La Barre wurde durch ein Matte Painting dargestellt.

## Rezeption
Marvin V. Rush wurde 1991 für seine Arbeit bei Familienbegegnung für einen Primetime Emmy Award in der Kategorie „Beste Kamera für eine Serie“ nominiert.
Keith DeCandido bewertete Familienbegegnung 2012 auf tor.com als eine absolut herausragende Folge von Raumschiff Enterprise – Das nächste Jahrhundert. Sie mache klar, dass die Figuren in der Serie echte Menschen sein sollen und die Dinge, die sie erleben, auch Konsequenzen haben. Der von den Borg assimilierte Picard wurde gezwungen, ein Massaker zu begehen, und Worf wurde von seinem Volk verstoßen und als Verräter gebrandmarkt. DeCandido hielt es daher für eine vollkommen richtige Entscheidung, dass nach dem vorangegangenen Zweiteiler nicht einfach ein neues Abenteuer folgte, sondern dass die Folge die erlittenen Traumata thematisiert und sich auch ausschließlich darauf konzentriert, ohne dass ein überflüssiges Science-Fiction-Element eingebaut wurde. Er lobte das grandiose Schauspiel von Patrick Stewart und Michael Dorn. Ebenso gefiel ihm, dass auch weitere Figuren wie Wesley Crusher, Miles O’Brien, Will Riker und Deanna Troi schöne kleine Charaktermomente bekamen.
Scott Collura und Jesse Schedeen führten Familienbegegnung 2013 auf ign.com in einer Liste der 25 besten bis dahin ausgestrahlten Star-Trek-Folgen auf Platz 11.
Charlie Jane Anders führte Familienbegegnung 2014 auf gizmodo.com in einer Liste der 100 besten bis dahin ausgestrahlten Star-Trek-Folgen auf Platz 73.
Aaron Couch und Graeme McMillan erstellten 2016 anlässlich des 50-jährigen Jubiläums von Star Trek in Zusammenarbeit mit verschiedenen Beteiligten aus dem Franchise für den Hollywood Reporter eine Liste der 100 besten bis dahin ausgestrahlten Folgen. Familienbegegnung wurde hierbei auf Platz 10 gewählt.
Aaron Couch und Graeme McMillan erstellten 2016 für den Hollywood Reporter eine Liste der 25 besten Folgen von Raumschiff Enterprise – Das nächste Jahrhundert. Familienbegegnung landete dabei auf Platz 4.
Patrick Cooley führte Familienbegegnung 2017 in einer Liste der 25 besten bis dahin ausgestrahlten Star-Trek-Folgen auf Platz 9.
Sven Harvey zählte Familienbegegnung 2017 auf der Website Den of Geek als eine der 25 besten Folgen der Serie Raumschiff Enterprise – Das nächste Jahrhundert.
Mike Bloom zählte Familienbegegnung 2019 auf der Website hollywoodreporter.com als eine der 25 besten Folgen von Raumschiff Enterprise – Das nächste Jahrhundert.
Anthony Vieira führte Familienbegegnung 2021 auf der Website collider.com in einer Liste der 25 besten Folgen von Raumschiff Enterprise – Das nächste Jahrhundert auf Platz 9.
Lauren Perry führte Familienbegegnung 2022 auf der Website movieweb.com in einer Liste der zehn besten Folgen von Raumschiff Enterprise – Das nächste Jahrhundert auf Platz 4.